# 96-os busz (Budapest)
A budapesti 96-os jelzésű autóbusz Újpalota, Szentmihályi út és Újpest, Fóti út között közlekedik. A viszonylatot az ArrivaBus üzemelteti.

## Története
1959. július 13-án gyorsjáratként indult 147-es jelzéssel a rákospalotai Kozák tér és az újpesti Egyesült Izzó között az Arany János utca – Rákos út – Bajcsy-Zsilinszky (Illyés Gyula) utca – Hubay Jenő tér – Deák Ferenc utca – Dózsa György (Fő) út – Sződliget utca – aluljáró – Újpest, Fóti út – Váci út útvonalon. A járat csak a reggeli és a délutáni csúcsidőben közlekedett. 1960-ban útvonala Rákospalotán módosult, a Rákos út után a Régi Fóti út – Kazinczy utca – Pozsony utca – aluljáró útvonalon haladt. Egy éven belül betétjárata is indult 147A jelzéssel a Sződliget utcától az Egyesült Izzóig. A járat a 147-eshez hasonlóan kizárólag munkanapokon csúcsidőben járt. 1961. december 11-én a 147-es jelzése 96-osra, a 147A járaté 96B-re módosult. 1962. február 26-án GY12-es jelzéssel gyári gyorsjárat indult a Kozák tértől az újpesti Pamutgyárig. A járat a 96-ossal a Fóti útig azonos útvonalon közlekedett. 1965-ben a 96B, 1966-ban pedig a GY12-es járat szűnt meg.
1972. január 17-én a 96-os Kozák téri végállomását áthelyezték az újpalotai Erdőkerülő utcához. 1973-ban 96A jelzéssel új járat indult Újpalota, Erdőkerülő utca és Újpest, Cérnagyár között. 1974. március 1-jén 196-os jelzéssel gyorsjáratot indítottak az Újpalota, Erdőkerülő utca – Újpest, Fóti út viszonylaton.
1975. június 2-án a 96-os, 96A és 196-os buszok újpalotai végállomását az Erdőkerülő utca és a Felszabadulás útja sarkán kialakított autóbusz-végállomáshoz helyezték át. 1977. január 3-án a 196-os gyorsjárat jelzése 96-osra módosult. Március 31-én a 96A jelzésű betétjárat megszűnt, ezzel együtt a 96-os útvonala módosult: az Egyesült Izzót körforgalomban, a Fóti út – Megyeri út – Váci út – Fóti út útvonalon közelíti meg és a 96A megszűnése miatt egész nap közlekedik.
A 2008-as paraméterkönyv bevezetésével összevonták a 47-es és 96-os járatot. Ebből a két vonalból jött létre a 96-os és 296-os busz, amelyek a korábbi 96-os útvonalán haladnak. A jelenlegi 96-os érinti a régi 47-es busz vonalát. Újpest, Fóti út (Cérnagyár) végállomás és a Baross utca közt a 47-es és a 96-os korábban azonos útvonalon közlekedett. Az új 96-os nem érinti a 47-es korábbi Irányi Dániel utca, Mildenberger utca, Nádor utca megállóhelyeit a Cérnagyár felé, illetve nem áll a Baross utca és az Irányi Dániel utca megállóban a Fóti út felé. Ehelyett Újpest, Fóti út felé a Nádor utcán éri el a Fóti utat, Újpalota felé pedig a Fóti út – Leiningen Károly utca – Szent Imre utca – Görgey Artúr utca útvonalon közlekedik a vasútállomásig. Az autóbusz a Szilágyi utcán keresztül tér vissza a régi 96-os útvonalára Rákospalota-Újpest vasútállomást elhagyva.

## Útvonala
| Fóti út felé |
| Újpalota, Szentmihályi út vá. – Erdőkerülő utca – Zsókavár utca – Nyírpalota út – Páskomliget utca – Bánkút utca – Arany János utca – Bercsényi Miklós utca – Szerencs utca – Rákos út – Illyés Gyula utca – Hubay Jenő tér – Deák utca – Fő út – Sződliget utca – Pozsony utca – Szilágyi utca – Görgey Artúr utca – Szent Imre utca – Szent László tér – Türr István utca – Nádor utca – Fóti út – Megyeri út – Váci út – Fóti út vá. |
| Újpalota, Szentmihályi út felé |
| Fóti út vá. – Fóti út – Leiningen Károly utca – Szent Imre utca – Görgey Artúr utca – Szilágyi utca – Pozsony utca – Sződliget utca – Pázmány Péter utca – Bácska utca – Hubay Jenő tér – Illyés Gyula utca – Rákos út – Szerencs utca – Bercsényi Miklós utca – Arany János utca – Bánkút utca – Páskomliget utca – Nyírpalota út – Zsókavár utca – Erdőkerülő utca – Újpalota, Szentmihályi út vá.                                    |

## Megállóhelyei
| 0  | Újpalota, Szentmihályi út végállomás            | 31 | 46, 130, 146, 175, 196, 196A, 296, 296A |
| 1  | Erdőkerülő utca 28. (↓) Erdőkerülő utca 27. (↑) | 30 | 46, 130, 146, 196, 196A, 296, 296A |
| 2  | Zsókavár utca (↓) Erdőkerülő utca (↑)           | 29 | 46, 130, 146, 196, 196A, 296, 296A 69 |
| 2  | Fő tér                                          | 28 | 7, 7E, 8E, 46, 108E, 130, 133E, 146, 196, 196A, 296, 296A 69 |
| 3  | Vásárcsarnok                                    | 26 | 7, 7E, 8E, 46, 108E, 130, 133E, 146, 196, 196A, 296, 296A 69 |
| 4  | Sárfű utca                                      | 25 | 130, 196, 196A, 296, 296A 69 |
| 5  | Bánkút utca (↓) Páskomliget utca (↑)            | 24 | 130, 196, 196A, 296, 296A 69 |
| 7  | Kozák tér                                       | 22 | 296, 296A |
| 8  | Bercsényi Miklós utca                           | 22 | 124, 225, 296, 296A 396, 397, 398, 399, 402, 412, 414, 422, 424, 432, 434, 435, 436, 437, 438, 439, 442 1020, 1021, 1024, 1031, 1034, 1037, 1039, 1040, 1044, 1045, 1046, 1049, 1050, 1052, 1053, 1054, 1063, 1066, 1067, 1068, 1069, 1076 |
| 9  | Damjanich János utca                            | 20 | 124, 225, 296, 296A 396, 397, 398, 399, 402, 412, 414, 422, 424, 432, 434, 435, 436, 437, 438, 439, 442 1020, 1021, 1024, 1031, 1034, 1037, 1039, 1040, 1044, 1045, 1046, 1049, 1050, 1052, 1053, 1054, 1063, 1066, 1067, 1068, 1069, 1076 |
| 10 | Rákos úti szakrendelő                           | 19 | 5, 25, 124, 296, 296A |
| 11 | Illyés Gyula utca                               | 17 | 5, 124, 196, 196A, 225, 231, 231B, 296, 296A |
| 12 | Beller Imre utca                                | 16 | 124, 196, 196A, 225, 296, 296A |
| 13 | Hubay Jenő tér                                  | 15 | 25, 104, 104A, 124, 125, 170, 196, 196A, 204, 225, 296, 296A |
| 14 | Sződliget utca (↓) Fő út (↑)                    | 14 | 121, 124, 225, 270, 296, 296A S70 G70 S71 G71 (Rákospalota-Újpest) |
| 16 | Géza fejedelem tér                              | 12 | 124, 225, 270, 296, 296A 12 |
| 17 | Szilágyi utca                                   | 11 | 121, 270, 296, 296A 14 |
| 18 | Rákospalota-Újpest vasútállomás                 | 9  | 121, 270 12, 14 S70 G70 S71 G71 |
| 19 | Szülőotthon                                     | 8  | 12, 14 |
| 20 | Újpesti rendelőintézet                          | 7  | 20E, 220 12, 14 |
| 21 | Szent László tér                                | 6  | 20E, 220 |
| 22 | Türr István utca / Nádor utca                   | ∫  | 30, 30A, 230 |
| 23 | Vécsey Károly utca / Nádor utca                 | ∫  | 220 |
| ∫  | Vécsey Károly utca                              | 5  | 20E, 220 |
| ∫  | Iglói utca                                      | 4  | 20E, 121, 220 |
| 24 | Bucka utca                                      | 3  | 220 |
| 25 | Baross utca / Fóti út                           | 2  | 30, 30A, 147, 220, 230 |
| 26 | Megyeri út / Fóti út                            | 1  | 30, 30A, 122E, 147, 196, 230 |
| 27 | Szusza Ferenc Stadion                           | ∫  | 122E, 196 |
| 28 | Tungsram                                        | ∫  | 104, 104A, 204 300, 301, 303, 305, 306, 308, 309, 310, 312, 872, 880, 882, 884, 889, 890, 893 |
| 29 | Béla utca                                       | ∫  | 104, 104A, 204 |
| 30 | Fóti út végállomás                              | 0  | 104, 104A, 204 300, 301, 303, 305, 306, 308, 309, 310, 312, 872, 880, 882, 884, 889, 890, 893 |